# 大阪ろうさい病院
独立行政法人労働者健康安全機構 大阪ろうさい病院（どくりつぎょうせいほうじんろうどうしゃけんこうあんぜんきこう おおさかろうさいびょういん）は、大阪府堺市北区長曽根町にある独立行政法人労働者健康安全機構が運営する病院である。

## 概要
1962年（昭和37年）労働福祉事業団大阪労災病院として開院。救急告示病院に指定されている

## 診療科
- 消化器内科[3]
- 循環器内科[3]
- 精神科[3]
- 消化器外科[3]
- 乳腺外科[3]
- 整形外科[3]
- 形成外科[3]
- 脳神経外科[3]
- 心臓血管外科[3]
- 皮膚科[3]
- 泌尿器科[3]
- 婦人科[3]
- 眼科[3]
- 耳鼻咽喉科・頭頸部外科[3]
- リハビリテーション科[3]
- 放射線診断科[3]
- 放射線治療科[3]
- 麻酔科[3]
- 病理診断科[3]
- 腫瘍内科[3]
- 救急部

## 医療機関の認定
- 保険医療機関[3]
- 労災保険指定病院[3]
- 生活保護法指定病院(中国残留邦人等の円滑な帰国の促進並びに永住帰国した中国残留邦人等及び特定配偶者の自立の支援に関する法律(平成6年法律第30号)に基づく指定医療機関を含む。)[3]
- 臨床研修病院[3]
- 原子爆弾被害者医療指定病院[3]
- 原子爆弾被害者一般疾病医療取扱病院[3]
- 指定自立支援病院（更生医療）[3]
- 指定自立支援病院（育成医療）[3]
- 指定養育病院[3]
- 身体障害者福祉法指定医の配置されている医療機関[3]
- 特定疾患治療研究事業委託医療機関[3]
- 肝疾患診療連携拠点病院[3]
- 地域医療支援病院[3]
- DPC対象病院[3]
- がん診療連携拠点病院（国指定）[4]
- 公益財団法人日本医療機能評価機構認定病院[5]。
- NPO法人卒後臨床研修評価機構認定証発行病院[6]。
- このほか、各種法令による指定・認定病院であるとともに、各学会の認定施設でもある。

## 常駐している医療チーム
- ICT（感染制御チーム：インフェクション・コントロール・チーム）
- NST（栄養サポートチーム）
- 緩和ケアチーム
- 褥瘡対策チーム

## 併設施設
- 治療就労両立支援センター - 2001年4月に「勤労者予防医療センター」が大阪労災病院に設置され、「勤労者の過労死予防対策」、「メンタルヘルス不全予防対策」および「勤労女性の健康管理対策」などの予防医療活動を行ってきた。2014年4月に「治療就労両立支援センター」と改称。新たに治療と就労の両立支援の取組を開始した。

## 附属施設
- 大阪労災看護専門学校

## アクセス
- Osaka Metro御堂筋線 新金岡駅より徒歩約10分。[7]
- 南海バス 労災病院前バス停
  - JR阪和線・南海高野線 三国ヶ丘駅北側1番のりばから35系統 阪和堺市駅前行き、特35系統 地下鉄新金岡駅前行き、15・特15系統 白鷺駅前行きで約6分
  - 南海高野線 堺東駅1番のりばから15系統 白鷺駅前行きで約17分
  - JR阪和線 堺市駅から35系統 地下鉄新金岡駅前経由堺駅南口行きで約22分
  - 南海本線 堺駅南口から35系統 阪和堺市駅前行き、特35系統 地下鉄新金岡駅前行きで約25分

## 周辺
- 金岡公園（隣接）
- 近畿中央呼吸器センター
- 近畿管区警察学校

## 外部サイト
- 独立行政法人労働者健康安全機構 大阪労災病院
- 大阪労災病院治療就労両立センター